# 藤近紘二郎
藤近 紘二郎（ふじちか こうじろう、1992年1月29日 - ）は、日本のラグビーユニオン選手。

## プロフィール
- 広島県出身。
- ポジションはセンター(CTB)。
- 身長 180cm、体重 86kg
- ニックネームはチカ。
- U20日本代表に選ばれたことがある[1]。

## 略歴
ラグビーは五日市ジュニアラグビースクールで始めた。
2010年、桐蔭学園高校卒業後、早稲田大学に入る。
2014年、早稲田大学卒業後、キヤノンイーグルスに加入。同年8月30日に行われたジャパンラグビートップリーグ第2節のリコーブラックラムズ戦に途中出場で公式戦初出場を果たす。 
2019年、キヤノンイーグルスを退団した。